# Метамиктные минералы
Метами́ктные минера́лы — минералы, кристаллы которых при сохранении первоначального внешнего облика переходят полностью или частично из структурно упорядоченного кристаллического в стеклоподобное аморфное состояние вещества (метамиктизация). Это связано с воздействием излучений, сопровождающих радиоактивный распад входящих в их состав урана и тория.
При метамиктном изменении вещества, в результате альфа-бомбардировки радиоактивными элементами изнутри кристалла разрушается его исходная кристаллическая структура. Если проходит достаточно времени, то кристаллическая решётка разрушается полностью, а минерал становится аморфным, хотя внешняя форма кристалла остается без изменений. Это вызывает увеличение объёма, вследствие чего вокруг кристаллов метамиктных минералов обычно наблюдается характерная трещиноватость в окружающих их минералах. Они бывают также окружены «двориками» специфической окраски. Обе эти особенности являются поисковыми признаками. При нагревании или прокаливании метамиктные минералы вновь становятся кристаллическими, приобретая внутреннюю кристаллически-зернистую структуру, что сопровождается увеличением плотности и соответственно уменьшением объёма.
Относить метамиктные минералы к телам аморфным можно только с очень существенными оговорками:
1. Они зарождались и росли как полноценные кристаллы, в виде кристаллических многогранников с внутренней кристаллохимической структурой, которую сохраняли потом ещё довольно долго.
2. Метамиктный распад разрушил внутреннюю структуру, но сохранились внешние кристаллографические формы, по которым во многих случаях можно установить и описать вид симметрии кристалла (минерала).
3. Метамиктность не во всех случаях бывает полной, в ряде случаев удается обнаружить реликтовые элементы внутренней структуры.
4. Нагревание возвращает их к кристаллическому состоянию.

Примеры метамиктных минералов: гадолинит, торит, эвксенит, ортит, циртолит, самарскит, эканит, эшинит.